# 腈
腈是指任何带有 –C≡N 官能团的有机化合物。

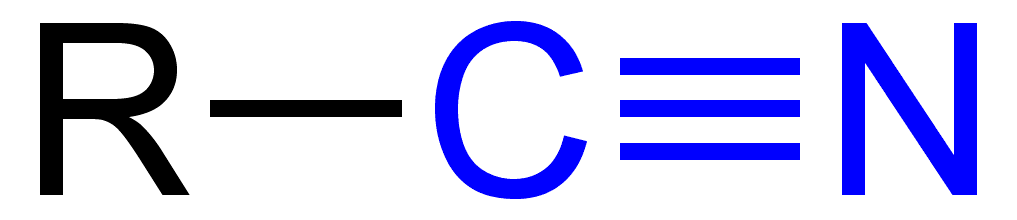
氰基的结构: 官能团被突出为蓝色.

−C≡N 基团称作氰基，在 −CN 基团中碳原子和氮原子通过三键键合在一起。无机化学中带有此官能团者為氰，而不称“腈”。
许多含氰基的化合物都具有高毒性。

## 历史
氢氰酸首次由卡尔·威廉·舍勒于1782年成功合成。1811年，由约瑟夫·路易·盖-吕萨克合成出纯净的氢氰酸，这是一种剧毒且具挥发性的酸。氰基苯甲酸首先由弗里德里希·维勒和尤斯图斯·冯·李比希合成，但是由于当时的合成收率很低结果没有得到其理化数据，也没有得到它的假定结构。泰奥菲勒-朱尔·皮乐茨于1834年合成出了丙腈并且假设此化合物是一个含有氢氰酸的醚类化合物。
Hermann Fehling于1844年通过加热苯甲酸铵合成了苯腈，这是首个获得足够量以用于化学研究合成方法。
他通过加热甲酸铵的结果比对得到的物质以确定该结构。他为该新发现的化合物命名为腈，而这也成为了官能团的名称。

## 合成
工业中, 主要合成腈的方法是氨氧化和氢氰化。这两种路线都符合绿色化学，因为在反应中不会产生等当量的盐。在氨氧化反应中，烃分子在氨的存在下被部分氧化，这个转化被用于大量的合成丙烯腈。
CH3CH=CH2  +  3/2 O2  +  NH3   →   NCCH=CH2  +  3 H2O
利用氢氰酸从1,3-丁二烯合成己二腈的例子：
CH2=CH-CH=CH2  +  2 HCN   →   NC(CH2)4CN
在许多特殊的应用中，腈还可以通过下列方法进行合成：
- 脂肪族亲核取代反应：在Kolbe腈合成中，卤代烃和金属氰化物（氰盐）反应。芳香腈通过Rosenmund-von Braun合成法制备。
- 通过一级酰胺的脱水制备腈。许多试剂都可以用来作为脱水试剂：二氯磷酸甲酯和DBU的组合试剂就是其中的一种。

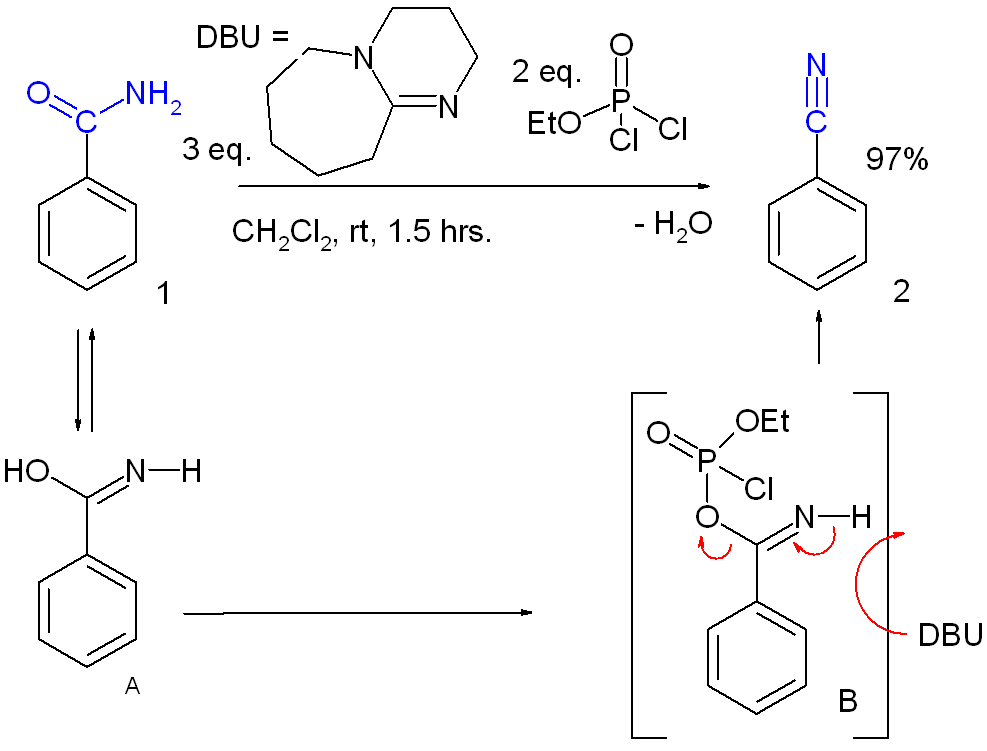
酰胺的脱水反应

图例为苯甲酰胺转化为苯甲腈：
反应中的两个中间体是酰胺的互变异构体A,以及它的磷酸酯B。
- 通过二级酰胺的脱水(von Braun酰胺降解反应)合成腈。
- 醛肟、三乙胺/二氧化硫、沸石或者硫酰氯的脱水合成腈。
- 醛、羟胺和硫酸钠通过一锅法合成腈。

图例为一项研究中，一个芳香或脂肪醛和羟氨、无水硫酸钠在无溶剂反应中，通过微波反应历经肟中间体合成腈化合物。
- 从芳香羧酸合成腈(Letts腈合成)。

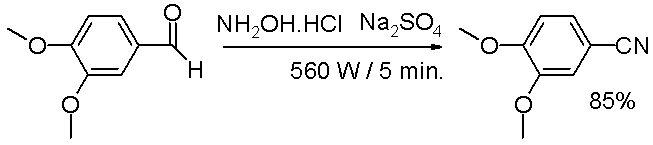
醛由一锅法制备腈

- 在Sandmeyer反应中，芳香腈从偶氮化合物合成。
- 一个引入氰基的商业化试剂：氰基二乙基铝（Et2AlCN）可以通过三乙基铝和HCN合成。[9].这个试剂被用于对酮类的亲核加成反应。[10]例如其应用：Kuwajima紫杉醇全合成。
- 氰离子很容易让二溴化合物发生偶联反应。α,α'-二溴己二酸与氰化钠在乙醇当中反应得到氰基环丁烷:[11]

氰基诱导的偶联反应

在Franchimont反应（A. P. N. Franchimont，1872年）中，一个α－溴代羧酸在氰基水解和脱羧反应后发生了二聚反应。
- 芳香腈可以通过三氯甲基芳基亚胺(RC(CCl3)=NH)的碱性水解来合成，即Houben-Fischer合成。[13][14]

## 反应
氰基基团可以在不同的的条件和试剂中进行不同的反应，包括：水解反应、氢化反应、还原反应或者成为离去基团（氰基）而进行取代反应。

### 水解反应
水解腈RCN在酸性或者碱性条件下会经过不同的水解历程，得到酰胺 RC(=O)NH2然后继续水解再得到羧酸RCOOH。腈的水解被普遍认为是制备羧酸的最佳方法之一。然而这些酸、碱催化的反应对于制备酰胺都有一定的局限性。主要的局限性在于：无论是酸或碱催化的反应，最终中和过程会导致大量的氰盐生成，从而引起污染问题。
腈完全水解的方程式为：
RCN + 2 H2O + HCl —Δ→ RCOOH + NH4Cl
RCN + H2O + NaOH —Δ→ RCOONa + NH3

### 还原反应
在有机还原反应中，腈通过氢气和镍催化剂进行还原，产物是一个氨。（参见腈的还原）。腈还原成亚胺然后进行水解反应得到醛，即Stephen醛合成。

### 亲核反应
氰基碳原子是一个亲核中心，因此可以发生亲核加成反应：
- 和有机锌化合物发生Blaise反应。
- 和醇发生Pinner反应。
- 类似的反应：胺、肌氨酸和氨腈反应得到肌酸。[16]
- 腈通过Houben-Hoesch反应得到酮，该反应机理就是Friedel-Crafts酰化反应。

### 烷基化反应
去质子的氰基能作为强有力的亲核试剂而用于烷基化亲电试剂，这里关键在于氰基离子 CN 的较小位阻和它独特的稳定性。这些特性都使得高位阻碳－碳键的合成可以理想的通过腈中间体来达成，因此腈中间体广泛的应用于合成药物靶分子和医药原料。

### 杂记
- 在还原去氰基反应（reductive decyanation）中，氰基被氢原子取代。[18]如：用HMPA和金属钾在叔丁醇中发生溶解金属还原反应。α-氨基腈可以通过四氢锂铝去氰基。
- 腈在碱性条件下可以发生自身的亲核加成反应，即Thorpe反应。
- 在有机金属化学中，腈对炔烃进行加成反应，称为碳氰化反应（carbocyanation）:[19]

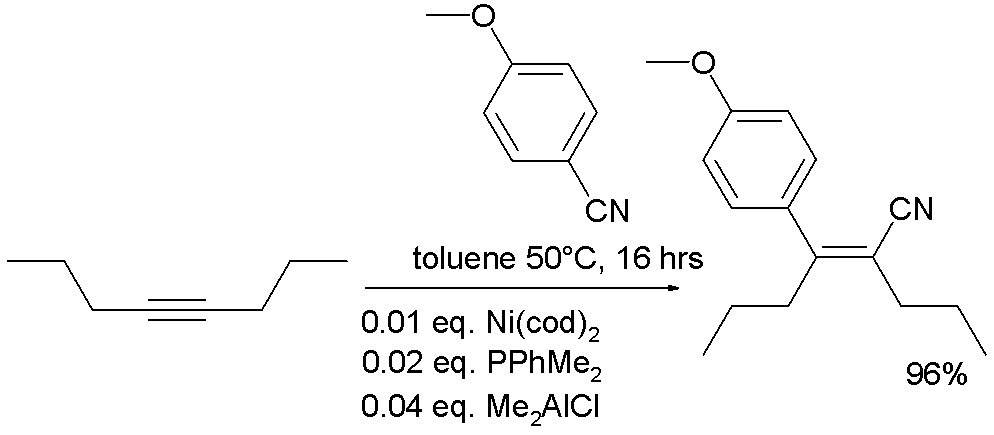
碳氰化反应 Nakao 2007

## 有机氨基腈
氨基腈（Cyanamides）是一种N－氰基的化合物，具有通式：R1R2N-CN，它相似于无机化合物氰胺(cyanamide)。

## 腈氧化物
腈氧化物具有通式R-CNO。